# Paradelphomyia minutoides
Paradelphomyia minutoides är en tvåvingeart som beskrevs av Alexander 1954. Paradelphomyia minutoides ingår i släktet Paradelphomyia och familjen småharkrankar. Inga underarter finns listade i Catalogue of Life.